# Kun Jiang
Kun Jiang (13 december 1989) is een Chinees wielrenner. Jiang reed in 2014 een seizoen bij Team Lvshan Landscape. Hij behaalde in 2010 zijn eerste, en laatste, etappeoverwinning toen hij de derde etappe won in de Ronde van het Qinghaimeer.

## Belangrijkste overwinningen
2010
3e etappe Ronde van het Qinghaimeer
8e eindklassement Ronde van China
2012
7e eindklassement Ronde van Fuzhou
Avery · Boillat · Butler · Clarke · Friedemann · Gardeyn · Jiang · Jiao · Kemps · Kirsipuu · Lewis · Liu · Manan · Ojavee · Othman · Wong · Wu · Wurf · Xu
Anderson · Avery · Bell · Beyer · Brammeier · Butler · Feng · Friedemann · Gazvoda · Jang · Jiang · Jiao · Lewis · Liu · Nishizono · Ojavee · Othman · Roth · Schnaidt · Tang · Traksel · Wu · Xu · Brenes (stagiair) · Cheung (stagiair) · Smith (stagiair)